# Mistr Eckhart
Mistr Eckhart (1260, Waldenfels u Gothy – 1327, Avignon) byl německý teolog, filosof a dominikán, známý především jako mystický spisovatel a představitel platonizující metafyziky. Jeho německá kázání, určená zejména řeholnicím, měla velký vliv na městskou zbožnost pozdního středověku i na vývoj německého jazyka.

## Jméno
Eckhartovo jméno se někdy uvádí rozšířené jako Johannes Eckhart, popř. ještě s přídomkem von Hochheim. Jméno Johannes však není doloženo a přídomek „z Hochheimu“ po otci Eckhart jako řeholník nikdy nepoužíval. V Eckhartově době nebyl německý pravopis ještě zdaleka ustálen, a tak se v dobových pramenech objevují i varianty Eckart, Eckehart i Eychardus.

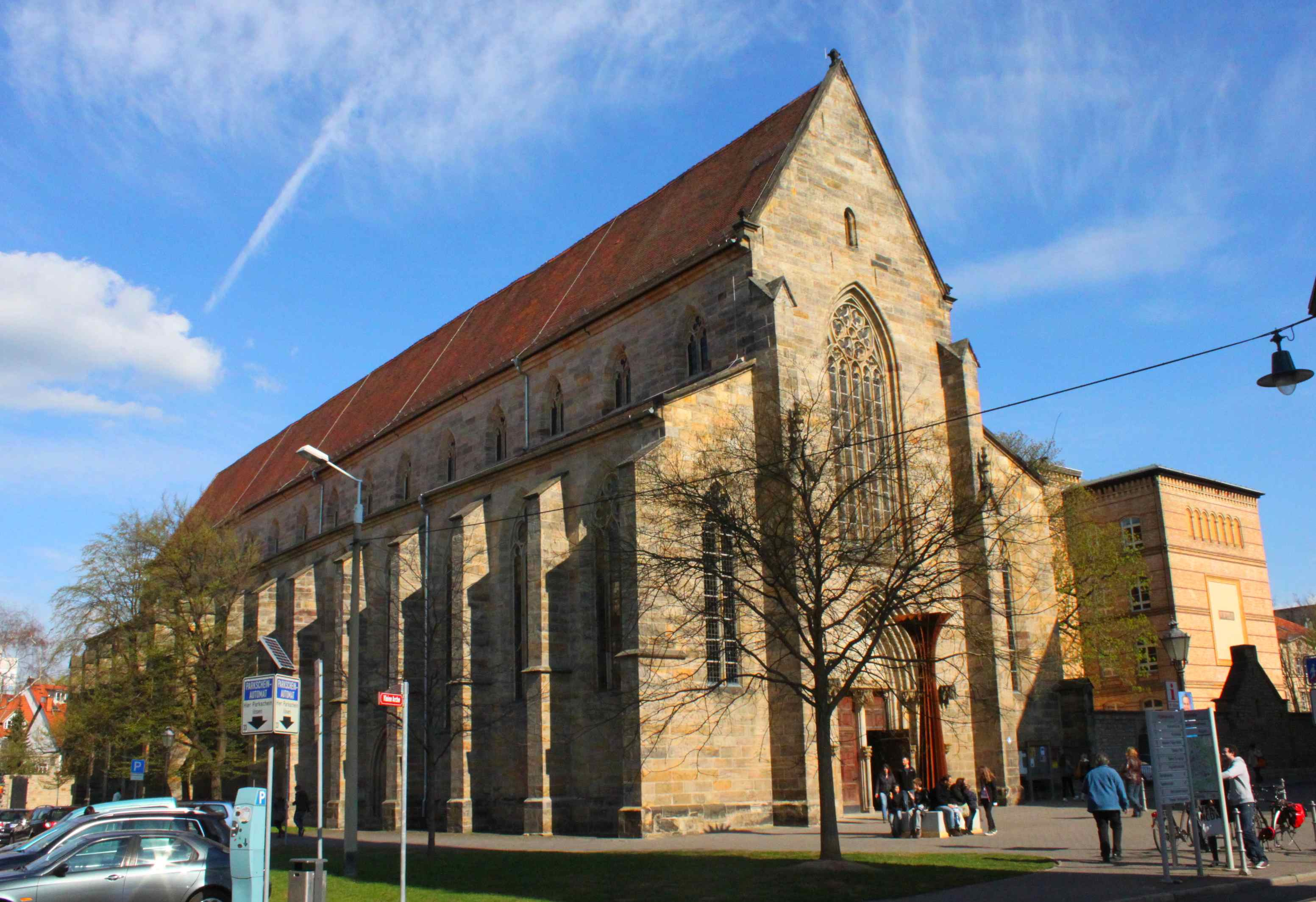
Bývalý dominikánský kostel v Erfurtu, Eckhartovo působiště

## Život
O Eckhartově mládí víme velmi málo: narodil se na hradě Waldenfelsu u Tambachu, asi 20 km od Gothy, kde byl jeho otec Eckhart z Hochheimu správcem. Někdy po roce 1275 vstoupil do kláštera dominikánů v Erfurtu (Evangelische Predigerkirche zu Erfurt) a studoval patrně na řádovém učilišti v Kolíně nad Rýnem. V Erfurtu se pak věnoval hlavnímu poslání svého řádu, totiž kázání, a to hlavně řeholnicím, jimž musel kázat německy. Jeho zachovaná německá kázání jsou patrně jejich zápisy.
Z roku 1298 pochází jeho první spis, Kniha naučení, kde se uvádí jako novicmistr, kněz pověřený výchovou noviců. V letech 1300 až 1302 přednášel na řádové koleji v Paříži a získal titul magistra. Roku 1303 se stal představeným „saské“ provincie svého řádu, která zahrnovala celé severní Německo až do Pobaltí a měla přes sto klášterů, které představený musel navštěvovat. 1307 se stal představeným nově zřízené české provincie s asi 25 kláštery a usadil se v Praze. Roku 1311 byl ustanoven představeným řádu pro celé Německo, zároveň ale povolán podruhé do Paříže, což bylo výjimečné vyznamenání. V roce 1313 se vrátil jako zástupce představeného do Štrasburku a od roku 1323 přednášel na řádovém učilišti v Kolíně nad Rýnem.

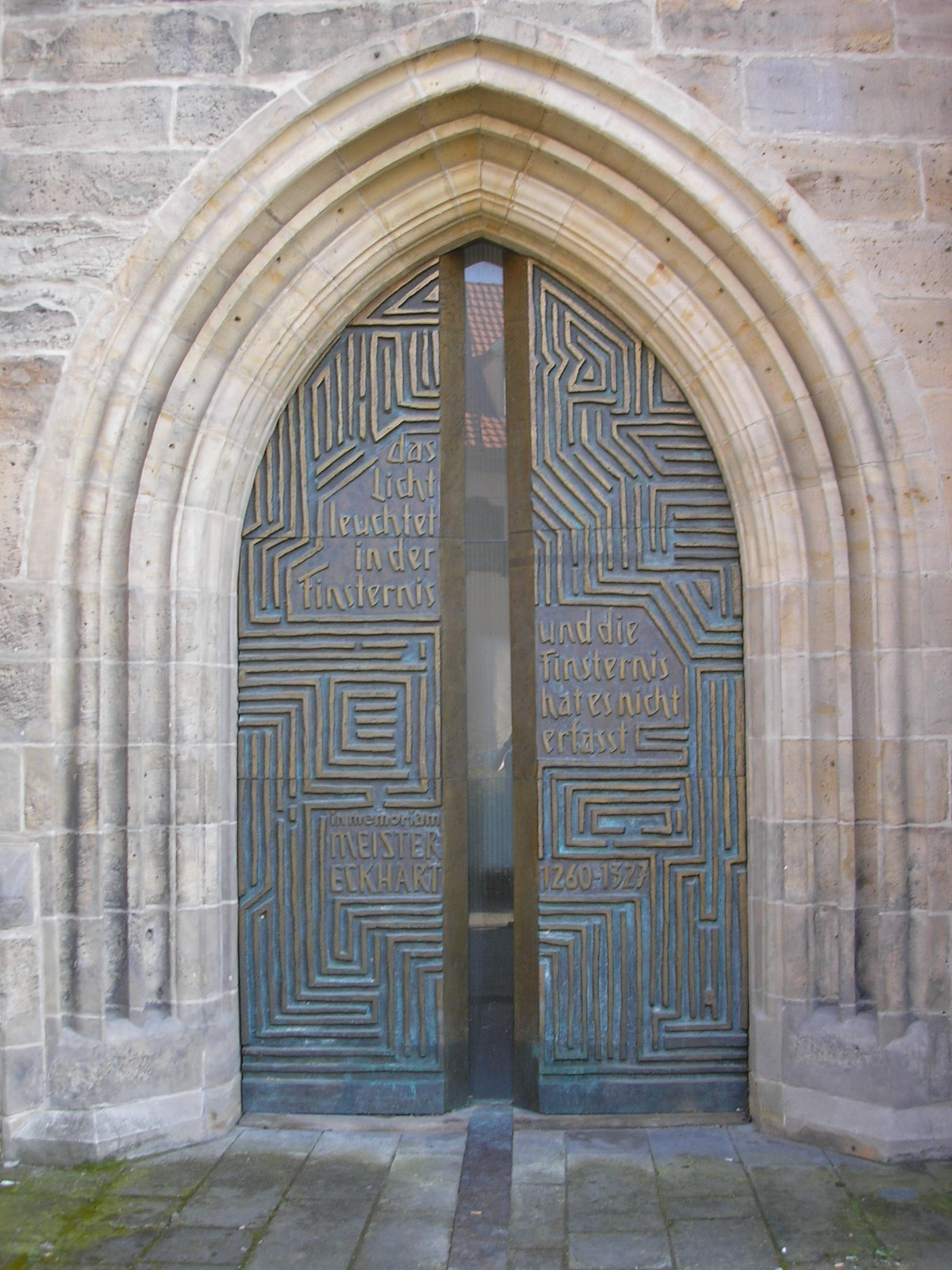
Upomínka na Mistra Eckharta (dominikánský kostel v Erfurtu)

Kolínský arcibiskup tehdy ostře pronásledoval některé beghardy, příslušníky zbožných laických komunit hlavně ve flanderských a německých městech. S jejich mystickými názory se Eckhart setkal i v ženských klášterech a z jeho kázání je patrné, že mu nebyly cizí. Zejména v německých městech probíhal tehdy spor mezi faráři a řeholníky kvůli nejasným kompetencím, jehož ozvuky jsou patrné i v kázáních Mistra Jana Husa. Na stížnosti farářů a biskupů ustanovil papež roku 1323 dva vážené mnichy a pověřil je kontrolou německých klášterů; jedním z nich byl Eckhart. Ti pak za různé přestupky trestali představené klášterů sesazením nebo i vyloučením z řádu.
Dva z takto postižených dominikánů patrně u kolínského arcibiskupa žalovali na Eckharta, že káže bludné názory. Obžalovací spis z roku 1326 uvádí 108 vět, vybraných většinou z Eckhartových německých kázání, které byly blízké beghardské mystice. Eckhart sepsal obšírnou obhajobu, ale jako mistr pařížské univerzity arcibiskupovi nepodléhal a odvolal se k papeži. Ve slavnostním prohlášení v kolínském kostele prohlásil, že nic nesprávného neučil, ale pokud by to někdo prokázal, že sám veřejně odvolává.

Roku 1327 odešel do Avignonu, aby se tam osobně hájil. Z procesu se zachoval posudek jiného významného teologa a filosofa, františkána Williama Ockhama, Eckhartovi krajně nepříznivý a dokonce posměšný. V konečném posouzení bylo vybráno 28 Eckhartových vět, které soudci pokládali za podezřelé nebo bludné, a papežskou bulou z 27. března 1329 odsouzeno. Mezitím ale Eckhart zemřel a byl pochován ve štrasburském kostele. Jeho dílo bylo sice odsouzeno, ale mimo hranice kolínského arcibiskupství se zachovalo překvapivě mnoho rukopisů, hlavně jeho kázání.

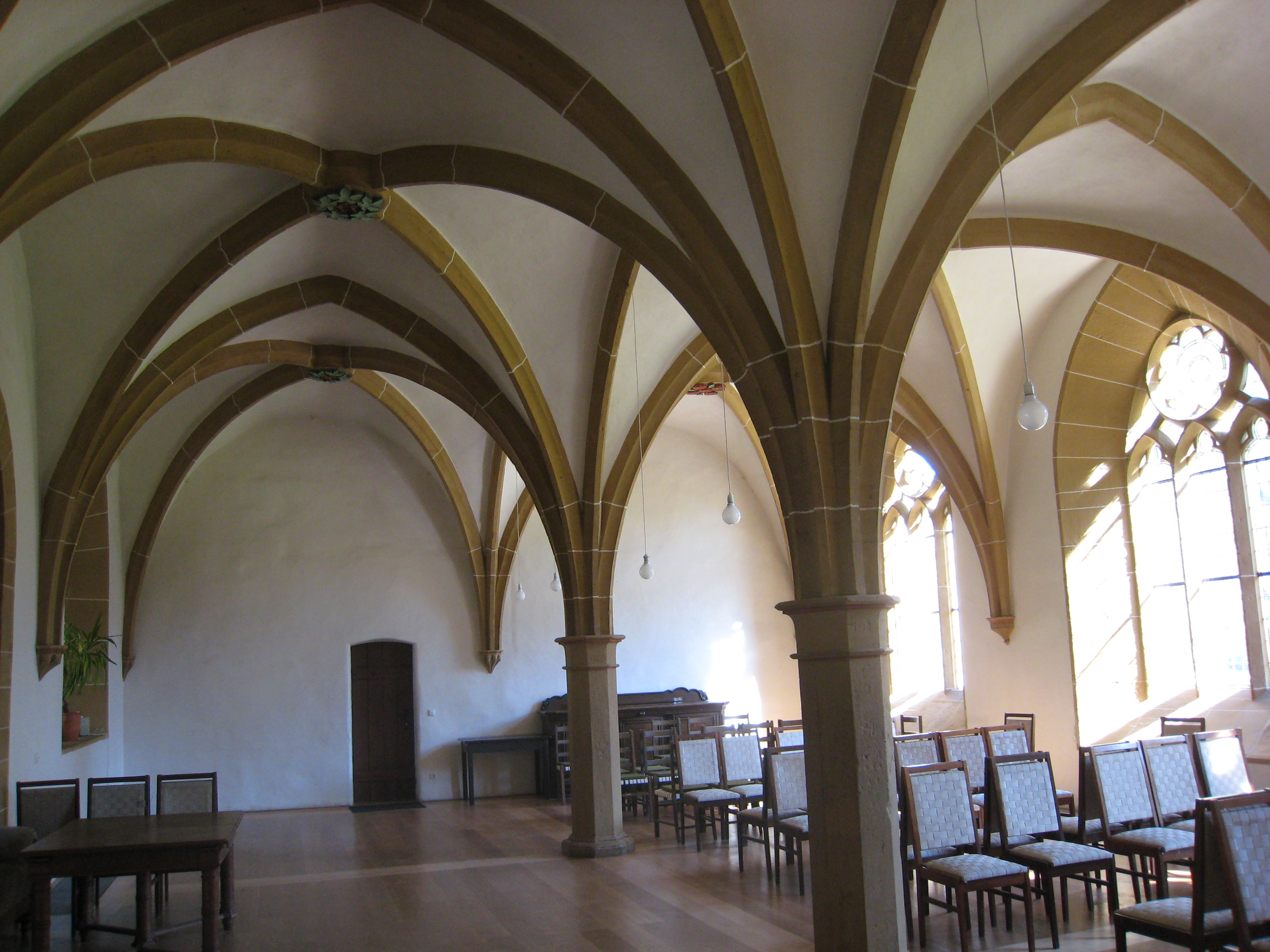
Kapitulní síň bývalého kláštera dominikánů v Erfurtu

## Dílo
Eckhartovo poměrně rozsáhlé dílo se skládá jednak z latinských teologických spisů, které měly blíže scholastickému myšlení a nebyly příliš vlivné, a z daleko vlivnějších spisů německých: čtyř traktátů a přes 100 kázání, která se hojně opisovala a četla. Jedním z jejich pilných sběratelů a čtenářů byl Mikuláš Kusánský. Roku 1521 pak tato kázání poprvé vyšla pod jménem Eckhartova následovníka Jana Taulera.
Prvním Eckhartovým spisem je nejspíše Kniha naučení, soubor krátkých promluv o věcech náboženského a klášterního života, patrně záznamy promluv k novicům v erfurtském klášteře. Mírným a laskavým tónem zde Eckhart poučuje a pobízí mladé mnichy k náboženské horlivosti a k askezi. Z jeho pařížských pobytů se zachoval záznam tří přednášek a disputací. Z doby jeho působení v Praze patrně pocházejí dva německé traktáty, Kniha božské útěchy a O ušlechtilém člověku, psané pro uherskou královnu Anežku, která právě ovdověla. Z jeho kolínského působení pochází patrně několik učených disputací a šest zachovaných latinských komentářů k biblickým knihám, které měly tvořit část rozsáhlého Trojdílného spisu, Eckhartovy Summy, z níž se jinak zachoval jen úvod.
Česky vyšel málo spolehlivý překlad několika textů a úryvků ve výkladové knize K. Weinfurtera (1934), a rozsáhlý výbor z Eckhartova díla v knize Jana Sokola Mistr Eckhart a středověká mystika (všechny traktáty, 22 kázání a ukázky z latinských spisů).

## Působení a vliv
Z Eckartových následovníků vynikl už zmíněný kazatel Jan Tauler a dominikán Heinrich Suso (Seuse), kteří se s ním ovšem nikdy nesetkali. Kromě toho se zachoval soubor pozoruhodných lidových „legend“, které svědčí o jeho popularitě. Významnou roli v tradování Eckhartova díla sehrál Mikuláš Kusánský, který je pilně četl a využíval jeho motivy (což ovšem musel činit s opatrností, aby nebyl nařčen z šíření bludného učení). Na Eckhartovu zbožnost v mnohém navázalo hnutí hluboké vnitřní zbožnosti Devotio moderna, jehož kořeny jsou v dnešní Belgii a Holandsku, ale také v Praze, kde dva jeho zakladatelé pobývali a studovali. Z tohoto prostředí pochází anonymní německý spis Theologia deutsch, který se velmi zalíbil Martinu Lutherovi a dočkal se mnoha vydání.
Na Eckharta pak výslovně navazovali tak rozmanití myslitelé, jako byl Jakob Böhme, Hegel, Schelling, Heidegger a Erich Fromm. Počátkem 20. století se v Německu objevilo několik pokusů o nacionalistický výklad, který se s jeho postoji ovšem zcela míjel, nacistům už Eckhart nevyhovoval vůbec. Od sedmdesátých let 20. století zažívá Eckhart vlnu popularity, ale také vážného zájmu vědců i věřících, kteří u něho hledají, co jim jinde chybí.